# Unterneueben
Unterneueben (oberfränkisch: Di Nai-ehm) ist ein Gemeindeteil der Stadt Creußen im Landkreis Bayreuth (Oberfranken, Bayern). Unterneueben liegt in der Gemarkung Gottsfeld.

## Lage
Die Einöde befindet sich auf ebenem Gelände. Im Norden liegt das Waldgebiet Frühhut und im Süden das Waldgebiet Pfarrhut. Im Süden fließt der Tiefenbach, ein linker Zufluss des Roten Mains. Ein Anliegerweg führt nach Oberneueben (0,2 km nordwestlich) bzw. zur Staatsstraße 2184 (0,4 km südöstlich).

## Geschichte
Unterneueben wurde mit der Nennung von „Oberneybe“ im Jahr 1398 indirekt erstmals erwähnt. Der Ort wurde entsprechend seiner ebenen Bodenlage benannt. In der Fraisch unterstand der Ort dem brandenburg-bayreuthischen Kasten- und Stadtvogteiamt Creußen. Von 1791/92 bis 1810 waren das preußische Justiz- und Kammeramt Bayreuth die übergeordneten Institutionen. Danach kam die gesamte Region an das Königreich Bayern.
Mit dem Gemeindeedikt (frühes 19. Jahrhundert) wurde Unterneueben dem Steuerdistrikt Gottsfeld und der Ruralgemeinde Gottsfeld zugewiesen. Im Rahmen der Gebietsreform in Bayern wurde Unterneueben am 1. Mai 1978 in die Stadt Creußen eingegliedert.